# Tauron Polska Energia
Tauron Polska Energia S.A. – polskie przedsiębiorstwo grupujące spółki z branży energetycznej, drugie pod względem wielkości w Polsce po Polskiej Grupie Energetycznej.
Spółka akcyjna jest notowana na Giełdzie Papierów Wartościowych w Warszawie od 2010 roku, wchodząc, między innymi, w skład indeksu WIG40.

## Struktura organizacyjna
Tauron Polska Energia S.A. jest spółką dominującą w grupie kapitałowej Tauron.
Grupa Tauron jest jednym z największych podmiotów gospodarczych w Polsce i należy do największych holdingów energetycznych w Europie Środkowo-Wschodniej. Działa w branży energetycznej, od wytwarzania, przez dystrybucję po sprzedaż energii elektrycznej i ciepła oraz obsługę klienta. W 2014 r. Tauron wszedł również na rynek obrotu paliwem gazowym.
Do głównych podmiotów zależnych podlegających konsolidacji należą:
- Tauron Wytwarzanie S.A. odpowiedzialna za wytwarzanie energii ze źródeł konwencjonalnych i ze współspalania biomasy. W jej skład wchodzi 5 zakładów: Elektrownia Jaworzno III, Elektrownia Łaziska, Elektrownia Łagisza, Elektrownia Siersza i Elektrownia Stalowa Wola;
- Tauron Ciepło sp. z o.o., zajmująca się produkcją energii elektrycznej oraz ciepła, a także świadczeniem usług dystrybucji ciepła. W jej skład wchodzą 4 elektrociepłownie węglowe (EC Tychy, EC Bielsko Biała 1, EC Bielsko Biała 2 (Czechowice-Dziedzice), EC Katowice) oraz trzy  ciepłownie, w Zawierciu, Olkuszu i Kamiennej Górze;
- Tauron Ekoenergia sp. z o.o. wytwarzająca energię elektryczną ze źródeł odnawialnych - wody i wiatru. Spółka eksploatuje 35 elektrowni wodnych i dziewięć elektrowni wiatrowych;
- Tauron Dystrybucja S.A. zajmująca się świadczeniem usług dystrybucji energii elektrycznej;
- Tauron Sprzedaż sp. z o.o. odpowiadająca za sprzedaż energii elektrycznej i gazu klientom indywidualnym i biznesowym;
- Tauron Obsługa Klienta sp. z o.o. zajmująca się kompleksową obsługą klienta.

Grupa Tauron dysponuje kapitałem podstawowym w wysokości ponad 8,7 mld zł. Na koniec 2022 r. Holding zatrudniał ponad 25 tys. osób. Jego przychody ze sprzedaży wyniosły w 2022 r. 37,3 mld złotych, a EBITDA 4,0 mld zł.
Debiut Tauronu odbył się na giełdzie 30 czerwca 2010 roku. Był to 11. debiut giełdowy w 2010 roku. Spółka zadebiutowała po kursie 5,13 zł. W ofercie publicznej znalazło się 821 033 422 akcji spółki (około 52% kapitału zakładowego). Akcje stały się własnością ponad 200 tys. inwestorów indywidualnych.

## Prezesi zarządu
- Joanna Strzelec-Łobodzińska (od grudnia 2006 do marca 2008[6])
- Dariusz Lubera (od marca 2008 do 1 października 2015[7])
- Jerzy Kurella (od 1 października 2015 do 8 grudnia 2015[8])
- Remigiusz Nowakowski (od 8 grudnia 2015 do 14 listopada 2016[9])
- Filip Grzegorczyk (od 15 listopada 2016 do 14 lipca 2020)
- Wojciech Ignacok (od 14 lipca 2020 do 28 lutego 2021)
- Paweł Strączyński (od 1 kwietnia 2021[10] do 4 sierpnia 2021)
- Artur Michałowski (p.o. od 5 sierpnia 2021 do 10 kwietnia 2022[11])
- Paweł Szczeszek (od 11 kwietnia 2022 do 13 lutego 2024[12][13])
- Karolina Mucha-Kuś (od 14 lutego 2024 do 7 marca 2024, p.o.)[14]
- Grzegorz Lot  (od 7 marca 2024)[15]

## Znak towarowy
5 września 2018 roku, przedsiębiorstwo Tauron zgłosiło do Urzędu Patentowego RP wniosek o rejestrację znaku towarowego w postaci koloru różowego. Proces ten trwał niemal 4 lata, a ostatecznie w lipcu 2022 roku, Tauron uzyskał prawnie chroniony monopol na wykorzystanie tego koloru w kontekście oznaczania energii elektrycznej i usług związanych z energią elektryczną.
Znak towarowy w postaci koloru różowego uzyskał ochronę dzięki intensywnemu użytkowaniu, co pozwoliło mu nabyć tzw. wtórną zdolność odróżniającą. Oznacza to, że kolor, który początkowo nie był wystarczająco charakterystyczny, aby samodzielnie rozróżniać produkty lub usługi jednej firmy od innych, z czasem stał się na tyle rozpoznawalny, że zaczął być utożsamiany przez konsumentów wyłącznie z marką Tauron. Rejestracja koloru jako znaku towarowego jest zjawiskiem rzadkim i możliwa jest tylko w wyjątkowych przypadkach.